# Verónica Prono
Verónica Prono (ur. 12 stycznia 1978 r.) – paragwajska pływaczka, uczestniczka igrzysk olimpijskich. 

## Życiorys

### Igrzyska Olimpijskie
Na igrzyskach olimpijskich osiemnastoletnia Prono wystąpiła tylko raz - podczas XXVI Letnich Igrzysk Olimpijskich w 1996 roku w Atlancie. Wzięła udział w jednej konkurencji pływackiej. Na dystansie 50 metrów stylem dowolnym wystartowała w pierwszym wyścigu eliminacyjnym. Z czasem 28,40 zajęła w nim trzecie miejsce, a ostatecznie, w rankingu ogólnym, uplasowała się na czterdziestym dziewiątym miejscu. 